# Спатово (Грчка)
Спатово (грч. Κοίμηση, Кимиси) је насељено место у општини Доња Џумаја у периферији Средишња Македонија, Грчка. Према попису из 2021. године било је 1.148 становника.
Према бугарском географу и историчару, Василу Канчову, у Спатову је 1900. године живело 1.350 Словена хришћана. Током Другог балканског и Првог светског рата село је настрадало и већи део мештана је избегао, тако је после рата остало 709 житеља. Године 1924. насељено је 120 грчких избегличких породица, укупно 483 особа. На попису из 1940. године Спатово је мешовито грчко-словенско насеље са 1.711 становника.